# Palácio de Beistum

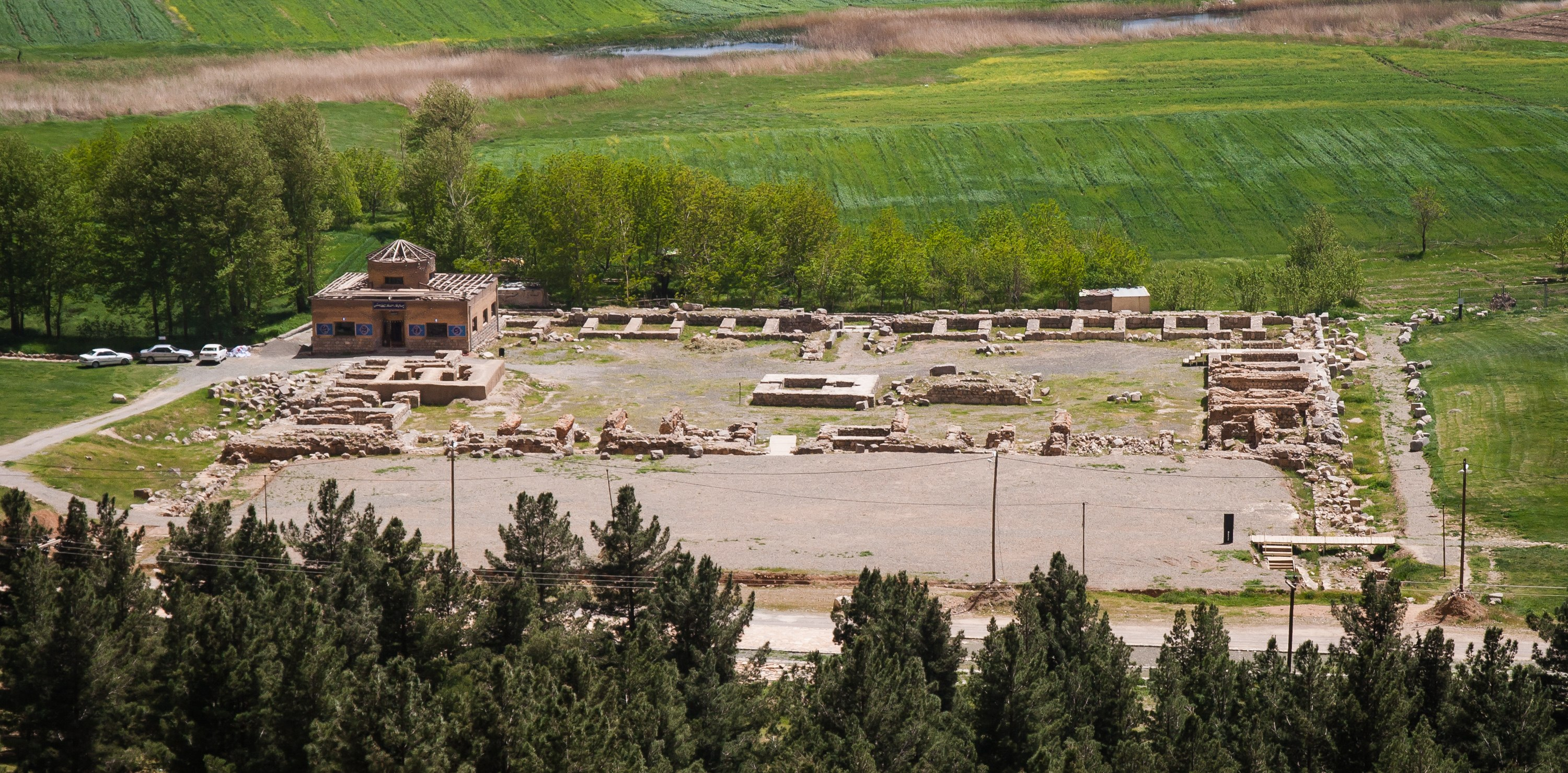
Palácio de Beistum

O palácio de Beistum (Behistun), Bisitum (Bisitun) ou Bisutum (Bisutun; em persa: بیستون)  - mencionado como palácio de Cosroes II (r. 590–628) (r. 590–628) pela população de Quermanxá - está localizado na cidade de Beistum, a 20 quilômetros de Quermanxá, Irã. Ele encontra-se em frente da inscrição de Beistum, entre a montanha e o lago de Beistum.